# Danh sách cầu thủ tham dự giải vô địch bóng đá U-17 châu Âu 2016
Dưới đây là danh sách đội hình các đội bóng tham dự Giải vô địch bóng đá U-17 châu Âu 2016 ở Azerbaijan. Mỗi đội tuyển tham gia phải đăng ký đội hình 18 người sinh trong hoặc sau ngày 1 tháng 1 năm 1999.

## Bảng A

### Azerbaijan
Huấn luyện viên: Tabriz Hasanov
| 0#0 | Vị trí | Cầu thủ           | Ngày sinh và tuổi           | Câu lạc bộ      |
| --- | ------ | ----------------- | --------------------------- | --------------- |
| 1   | TM     | Mammad Huseynov   | 29 tháng 5, 1999 (16 tuổi)  | Qarabağ         |
| 2   | HV     | Huseyin Seyliğli  | 19 tháng 1, 1999 (17 tuổi)  | Beşiktaş        |
| 3   | HV     | Rijat Garayev     | 7 tháng 9, 1999 (16 tuổi)   | Sumgayit        |
| 4   | HV     | Yusif Hasanov     | 30 tháng 11, 1999 (16 tuổi) | Khazar Lankaran |
| 5   | TV     | Elchin Asadov     | 3 tháng 8, 1999 (16 tuổi)   | Neftçi          |
| 6   | TV     | Ibrahim Gadirzade | 21 tháng 3, 1999 (17 tuổi)  | Khazar Lankaran |
| 7   | TV     | Farid Nabiyev     | 22 tháng 7, 1999 (16 tuổi)  | Gabala          |
| 8   | TV     | Metin Güler       | 10 tháng 9, 1999 (16 tuổi)  | Beşiktaş        |
| 9   | TĐ     | Dogukan Öksüz     | 25 tháng 2, 1999 (17 tuổi)  | Trabzonspor     |
| 10  | TV     | Pilagha Mehdiyev  | 25 tháng 5, 1999 (16 tuổi)  | Neftçi          |
| 11  | TĐ     | Nadir Gasimov     | 27 tháng 8, 1999 (16 tuổi)  | Inter Baku      |
| 12  | TM     | Kamran İbrahimov  | 7 tháng 6, 1999 (16 tuổi)   | Neftçi          |
| 14  | HV     | Ismayil Karakash  | 8 tháng 1, 1999 (17 tuổi)   | Trabzonspor     |
| 15  | TV     | Jeyhun Mukhtarli  | 30 tháng 9, 1999 (16 tuổi)  | Inter Baku      |
| 16  | TĐ     | Murad Mahmudov    | 7 tháng 5, 2000 (15 tuổi)   | RB Leipzig      |
| 17  | TV     | Baris Ekinjier    | 24 tháng 3, 1999 (17 tuổi)  | Rot-Weiss Essen |
| 18  | TV     | Suleyman Ahmadov  | 25 tháng 11, 1999 (16 tuổi) | Inter Baku      |
| 19  | HV     | Ege Atlam         | 1 tháng 5, 1999 (17 tuổi)   | Beşiktaş        |

### Bỉ
Huấn luyện viên: Thierry Siquet
| 0#0 | Vị trí | Cầu thủ               | Ngày sinh và tuổi          | Câu lạc bộ        |
| --- | ------ | --------------------- | -------------------------- | ----------------- |
| 1   | TM     | Mile Svilar           | 27 tháng 8, 1999 (16 tuổi) | Anderlecht        |
| 2   | HV     | Sebastiaan Bornauw    | 22 tháng 3, 1999 (17 tuổi) | Anderlecht        |
| 3   | HV     | Zinho Vanheusden      | 29 tháng 7, 1999 (16 tuổi) | Inter             |
| 4   | HV     | Hannes Delcroix       | 28 tháng 2, 1999 (17 tuổi) | Anderlecht        |
| 5   | HV     | Daam Foulon           | 23 tháng 3, 1999 (17 tuổi) | Anderlecht        |
| 6   | HV     | Daouda Peeters        | 26 tháng 1, 1999 (17 tuổi) | Club Brugge       |
| 7   | TĐ     | Thibaud Verlinden     | 9 tháng 7, 1999 (16 tuổi)  | Stoke City        |
| 8   | TV     | Milan Corryn          | 4 tháng 4, 1999 (17 tuổi)  | Anderlecht        |
| 9   | TĐ     | Jules Vanhaecke       | 17 tháng 3, 1999 (17 tuổi) | Club Brugge       |
| 10  | TV     | Francesco Antonucci   | 20 tháng 6, 1999 (16 tuổi) | Ajax              |
| 11  | TĐ     | Adrien Bongiovanni    | 20 tháng 9, 1999 (16 tuổi) | AS Monaco         |
| 12  | TM     | Ilias Moutha-Sebtaoui | 1 tháng 4, 1999 (17 tuổi)  | Manchester United |
| 13  | TV     | Natanaël Frenoy       | 8 tháng 1, 1999 (17 tuổi)  | Standard Liège    |
| 14  | TV     | Xian Emmers           | 20 tháng 7, 1999 (16 tuổi) | Inter             |
| 15  | TV     | Louis Verstraete      | 4 tháng 5, 1999 (17 tuổi)  | Gent              |
| 16  | TĐ     | Loïs Openda           | 16 tháng 2, 2000 (16 tuổi) | Club Brugge       |
| 17  | TV     | Soufiane Karkache     | 2 tháng 7, 1999 (16 tuổi)  | Club Brugge       |
| 18  | TV     | Indy Boonen           | 4 tháng 1, 1999 (17 tuổi)  | Manchester United |

### Bồ Đào Nha
Vào tháng 4 năm 2016, Bồ Đào Nha công bố đội hình chính thức 18 người.
Huấn luyện viên: Hélio Sousa
| 0#0 | Vị trí | Cầu thủ          | Ngày sinh và tuổi           | Câu lạc bộ      |
| --- | ------ | ---------------- | --------------------------- | --------------- |
| 1   | TM     | Diogo Costa      | 19 tháng 9, 1999 (16 tuổi)  | Porto           |
| 2   | HV     | Diogo Dalot      | 18 tháng 3, 1999 (17 tuổi)  | Porto           |
| 3   | HV     | Diogo Queirós    | 5 tháng 1, 1999 (17 tuổi)   | Porto           |
| 4   | HV     | Luís Silva       | 18 tháng 2, 1999 (17 tuổi)  | Stoke City      |
| 5   | HV     | Rúben Vinagre    | 9 tháng 4, 1999 (17 tuổi)   | Monaco          |
| 6   | TV     | Gedson Fernandes | 9 tháng 1, 1999 (17 tuổi)   | Benfica         |
| 7   | TĐ     | João Filipe      | 29 tháng 3, 1999 (17 tuổi)  | Benfica         |
| 8   | TV     | Miguel Luís      | 27 tháng 2, 1999 (17 tuổi)  | Sporting        |
| 9   | TĐ     | José Gomes       | 8 tháng 4, 1999 (17 tuổi)   | Benfica         |
| 10  | TV     | Domingos Quina   | 18 tháng 11, 1999 (16 tuổi) | West Ham United |
| 11  | TĐ     | Mesaque Djú      | 18 tháng 3, 1999 (17 tuổi)  | Benfica         |
| 12  | TM     | João Virgínia    | 10 tháng 10, 1999 (16 tuổi) | Arsenal         |
| 13  | HV     | Diogo Leite      | 23 tháng 1, 1999 (17 tuổi)  | Porto           |
| 14  | TV     | Florentino Luís  | 19 tháng 8, 1999 (16 tuổi)  | Benfica         |
| 15  | HV     | Thierry Correia  | 9 tháng 3, 1999 (17 tuổi)   | Sporting        |
| 16  | TV     | João Lameira     | 19 tháng 4, 1999 (17 tuổi)  | Porto           |
| 17  | TĐ     | Rafael Leão      | 10 tháng 6, 1999 (16 tuổi)  | Sporting        |
| 18  | TĐ     | Mickaël Almeida  | 27 tháng 1, 1999 (17 tuổi)  | Olympique Lyon  |
| 22  | TM     | Luís Maximiano   | 5 tháng 1, 1999 (17 tuổi)   | Sporting        |

### Scotland
Huấn luyện viên: Scot Gemmill
| 0#0 | Vị trí | Cầu thủ          | Ngày sinh và tuổi           | Câu lạc bộ           |
| --- | ------ | ---------------- | --------------------------- | -------------------- |
| 1   | TM     | Aidan McAdams    | 23 tháng 3, 1999 (17 tuổi)  | Celtic               |
| 2   | HV     | Dan Meredith     | 14 tháng 9, 1999 (16 tuổi)  | West Bromwich Albion |
| 3   | HV     | Kieran Freeman   | 30 tháng 3, 2000 (16 tuổi)  | Dundee United        |
| 4   | HV     | Aidan Wilson     | 2 tháng 1, 1999 (17 tuổi)   | Rangers              |
| 5   | HV     | Daniel Baur      | 5 tháng 7, 1999 (16 tuổi)   | Heart of Midlothian  |
| 6   | TV     | Jordan Holsgrove | 10 tháng 9, 1999 (16 tuổi)  | Reading              |
| 7   | TĐ     | Jack Aitchison   | 5 tháng 3, 2000 (16 tuổi)   | Celtic               |
| 8   | TV     | Fraser Hornby    | 13 tháng 9, 1999 (16 tuổi)  | Everton              |
| 9   | TĐ     | Lewis Morrison   | 12 tháng 3, 1999 (17 tuổi)  | Kilmarnock           |
| 10  | TV     | Liam Burt        | 1 tháng 2, 1999 (17 tuổi)   | Rangers              |
| 11  | TV     | Lee Connelly     | 18 tháng 10, 1999 (16 tuổi) | Queens Park Rangers  |
| 12  | TM     | Kieran Wright    | 1 tháng 4, 1999 (17 tuổi)   | Rangers              |
| 13  | TĐ     | Zak Rudden       | 6 tháng 2, 2000 (16 tuổi)   | Rangers              |
| 14  | TV     | Kyle McAllister  | 21 tháng 1, 1999 (17 tuổi)  | St Mirren            |
| 15  | TĐ     | Jack Adamson     | 7 tháng 1, 1999 (17 tuổi)   | Rangers              |
| 16  | TĐ     | Connor McLennan  | 5 tháng 10, 1999 (16 tuổi)  | Aberdeen             |
| 17  | TV     | Broque Watson    | 5 tháng 2, 1999 (17 tuổi)   | Celtic               |
| 18  | HV     | Liam Hegarty     | 12 tháng 2, 1999 (17 tuổi)  | Middlesbrough        |

## Bảng B

### Áo
Huấn luyện viên: Andreas Heraf
| 0#0 | Vị trí | Cầu thủ               | Ngày sinh và tuổi          | Câu lạc bộ            |
| --- | ------ | --------------------- | -------------------------- | --------------------- |
| 1   | TM     | Benjamin Ozegovic     | 9 tháng 8, 1999 (16 tuổi)  | Áo Wien               |
| 2   | HV     | Leonardo Zottele      | 16 tháng 4, 1999 (17 tuổi) | 1. FC Nürnberg        |
| 3   | HV     | Alexander Burgstaller | 12 tháng 7, 1999 (16 tuổi) | Red Bull Salzburg     |
| 4   | HV     | Aleksandar Borković   | 11 tháng 6, 1999 (16 tuổi) | Áo Wien               |
| 5   | HV     | Luca Meisl            | 4 tháng 3, 1999 (17 tuổi)  | Red Bull Salzburg     |
| 6   | TV     | Valentino Müller      | 19 tháng 1, 1999 (17 tuổi) | Altach                |
| 7   | TV     | Philipp Sittsam       | 16 tháng 2, 1999 (17 tuổi) | AKA STMK-Sturm Graz   |
| 9   | TĐ     | Nicolas Meister       | 28 tháng 9, 1999 (16 tuổi) | Red Bull Salzburg     |
| 10  | TV     | Christoph Baumgartner | 1 tháng 8, 1999 (16 tuổi)  | AKA St. Pölten NÖ     |
| 11  | TV     | Romano Schmid         | 27 tháng 1, 2000 (16 tuổi) | Sturm Graz            |
| 12  | HV     | Lukas Malicsek        | 6 tháng 6, 1999 (16 tuổi)  | Admira Wacker Mödling |
| 13  | TV     | Dominik Fitz          | 16 tháng 6, 1999 (16 tuổi) | Áo Wien               |
| 14  | HV     | Dario Maresic         | 29 tháng 9, 1999 (16 tuổi) | Sturm Graz            |
| 16  | TV     | Jörg Wagnes           | 29 tháng 1, 1999 (17 tuổi) | AKA STMK-Sturm Graz   |
| 17  | TĐ     | Maurice Mathis        | 9 tháng 5, 1999 (16 tuổi)  | TSV 1860 München      |
| 18  | TĐ     | Kelvin Arase          | 15 tháng 1, 1999 (17 tuổi) | Rapid Wien            |
| 20  | HV     | Christian Müller      | 10 tháng 2, 1999 (17 tuổi) | AKA St. Pölten NÖ     |
| 21  | TM     | Semir Karalic         | 3 tháng 5, 1999 (17 tuổi)  | Admira Wacker Mödling |

### Bosnia và Herzegovina
Huấn luyện viên: Sakib Malkočević
| 0#0 | Vị trí | Cầu thủ           | Ngày sinh và tuổi           | Câu lạc bộ        |
| --- | ------ | ----------------- | --------------------------- | ----------------- |
| 1   | TM     | Filip Vasilj      | 22 tháng 11, 1999 (16 tuổi) | Lokomotiva        |
| 2   | HV     | Saša Perić        | 29 tháng 6, 1999 (16 tuổi)  | Red Star Belgrade |
| 3   | HV     | Amar Beširević    | 8 tháng 8, 1999 (16 tuổi)   | Željezničar       |
| 4   | TV     | Jasmin Čeliković  | 7 tháng 1, 1999 (17 tuổi)   | Rijeka            |
| 5   | HV     | Amir Velić        | 28 tháng 3, 1999 (17 tuổi)  | Željezničar       |
| 6   | HV     | Milan Mirić       | 12 tháng 3, 1999 (17 tuổi)  | Partizan          |
| 7   | TĐ     | Ševkija Resić     | 4 tháng 12, 1999 (16 tuổi)  | Sarajevo          |
| 8   | TV     | Stefan Kovač      | 14 tháng 1, 1999 (17 tuổi)  | Red Star Belgrade |
| 9   | TĐ     | Tomas Dadić       | 2 tháng 4, 1999 (17 tuổi)   | Dinamo Zagreb     |
| 10  | TV     | Demirel Veladžić  | 15 tháng 5, 1999 (16 tuổi)  | Sarajevo          |
| 11  | TV     | Edis Smajić       | 10 tháng 9, 1999 (16 tuổi)  | Sloboda Tuzla     |
| 12  | TM     | Filip Dujmović    | 12 tháng 3, 1999 (17 tuổi)  | Zrinjski          |
| 13  | TĐ     | Nedim Hadžić      | 19 tháng 3, 1999 (17 tuổi)  | Sarajevo          |
| 14  | TV     | Anel Šabanadžović | 24 tháng 5, 1999 (16 tuổi)  | Željezničar       |
| 15  | HV     | Nikola Vuletić    | 18 tháng 1, 1999 (17 tuổi)  | Hajduk Split      |
| 16  | HV     | Rijad Sadiku      | 18 tháng 1, 2000 (16 tuổi)  | Sarajevo          |
| 17  | TV     | Predrag Vladić    | 4 tháng 2, 1999 (17 tuổi)   | Partizan          |
| 18  | TĐ     | Benjamin Hadžić   | 4 tháng 3, 1999 (17 tuổi)   | Bayern Munich     |

### Đức
Huấn luyện viên: Meikel Schönweitz
| 0#0 | Vị trí | Cầu thủ               | Ngày sinh và tuổi           | Câu lạc bộ          |
| --- | ------ | --------------------- | --------------------------- | ------------------- |
| 1   | TM     | Jan-Christoph Bartels | 13 tháng 1, 1999 (17 tuổi)  | Mainz 05            |
| 2   | HV     | Alfons Amade          | 12 tháng 11, 1999 (16 tuổi) | 1899 Hoffenheim     |
| 3   | HV     | Gian-Luca Itter       | 5 tháng 1, 1999 (17 tuổi)   | VfL Wolfsburg       |
| 4   | HV     | Tom Baack             | 13 tháng 3, 1999 (17 tuổi)  | VfL Bochum          |
| 5   | HV     | Florian Baak          | 18 tháng 3, 1999 (17 tuổi)  | Hertha BSC          |
| 6   | TV     | Atakan Akkaynak       | 5 tháng 1, 1999 (17 tuổi)   | Bayer 04 Leverkusen |
| 7   | TV     | Kai Havertz           | 11 tháng 6, 1999 (16 tuổi)  | Bayer 04 Leverkusen |
| 8   | TV     | Arne Maier            | 8 tháng 1, 1999 (17 tuổi)   | Hertha BSC          |
| 9   | TĐ     | Renat Dadashov        | 17 tháng 5, 1999 (16 tuổi)  | RB Leipzig          |
| 10  | TV     | Sam Schreck           | 29 tháng 1, 1999 (17 tuổi)  | FC St. Pauli        |
| 11  | TV     | Jano Baxmann          | 18 tháng 1, 1999 (17 tuổi)  | Werder Bremen       |
| 12  | TM     | Lennart Grill         | 25 tháng 1, 1999 (17 tuổi)  | Mainz 05            |
| 13  | HV     | Jan-Niklas Beste      | 4 tháng 1, 1999 (17 tuổi)   | Borussia Dortmund   |
| 14  | HV     | Mika Hanraths         | 4 tháng 6, 1999 (16 tuổi)   | Fortuna Düsseldorf  |
| 15  | HV     | Sven Sonnenberg       | 19 tháng 1, 1999 (17 tuổi)  | 1. FC Köln          |
| 16  | TV     | Jannis Kübler         | 25 tháng 5, 1999 (16 tuổi)  | Karlsruher SC       |
| 17  | TĐ     | Yari Otto             | 27 tháng 5, 1999 (16 tuổi)  | VfL Wolfsburg       |
| 18  | HV     | Davide-Jerome Itter   | 5 tháng 1, 1999 (17 tuổi)   | VfL Wolfsburg       |

### Ukraina
Huấn luyện viên: Oleksandr Petrakov
| 0#0 | Vị trí | Cầu thủ             | Ngày sinh và tuổi           | Câu lạc bộ            |
| --- | ------ | ------------------- | --------------------------- | --------------------- |
| 1   | TM     | Vladyslav Kucheruk  | 14 tháng 2, 1999 (17 tuổi)  | Dynamo Kyiv           |
| 2   | HV     | Valeriy Bondar      | 27 tháng 2, 1999 (17 tuổi)  | Shakhtar Donetsk      |
| 3   | HV     | Oleksandr Avramenko | 22 tháng 3, 1999 (17 tuổi)  | Metalist Kharkiv      |
| 4   | HV     | Denys Popov         | 17 tháng 2, 1999 (17 tuổi)  | Dynamo Kyiv           |
| 5   | HV     | Vitaliy Mykolenko   | 29 tháng 5, 1999 (16 tuổi)  | Dynamo Kyiv           |
| 6   | TV     | Maksym Chekh        | 3 tháng 1, 1999 (17 tuổi)   | Shakhtar Donetsk      |
| 7   | TĐ     | Andriy Kulakov      | 28 tháng 4, 1999 (17 tuổi)  | Metalist Kharkiv      |
| 8   | TĐ     | Oleksiy Kashchuk    | 29 tháng 6, 2000 (15 tuổi)  | Shakhtar Donetsk      |
| 9   | TV     | Oleksiy Khakhlov    | 6 tháng 2, 1999 (17 tuổi)   | Dynamo Kyiv           |
| 10  | TĐ     | Yaroslav Deda       | 28 tháng 5, 1999 (16 tuổi)  | Volyn Lutsk           |
| 11  | TV     | Serhiy Buletsa      | 16 tháng 2, 1999 (17 tuổi)  | Dynamo Kyiv           |
| 12  | TM     | Andriy Lunin        | 11 tháng 2, 1999 (17 tuổi)  | Dnipro Dnipropetrovsk |
| 16  | TV     | Mykola Musolitin    | 21 tháng 1, 1999 (17 tuổi)  | Chornomorets Odesa    |
| 17  | HV     | Oleksiy Sich        | 30 tháng 3, 1999 (17 tuổi)  | Karpaty Lviv          |
| 18  | HV     | Tymofiy Sukhar      | 4 tháng 2, 1999 (17 tuổi)   | Dnipro Dnipropetrovsk |
| 19  | TĐ     | Denys Yanakov       | 1 tháng 1, 1999 (17 tuổi)   | Dynamo Kyiv           |
| 20  | TĐ     | Yuriy Kozyrenko     | 27 tháng 11, 1999 (16 tuổi) | Dynamo Kyiv           |
| 21  | TV     | Vladyslav Naumets   | 7 tháng 3, 1999 (17 tuổi)   | Dynamo Kyiv           |

## Bảng C

### Đan Mạch
Huấn luyện viên: Jan Michaelsen
| 0#0 | Vị trí | Cầu thủ                  | Ngày sinh và tuổi           | Câu lạc bộ   |
| --- | ------ | ------------------------ | --------------------------- | ------------ |
| 1   | TM     | Oskar Snorre             | 26 tháng 1, 1999 (17 tuổi)  | Lyngby       |
| 2   | HV     | Mads Roerslev            | 24 tháng 6, 1999 (16 tuổi)  | Copenhagen   |
| 3   | HV     | Niklas Vesterlund        | 6 tháng 6, 1999 (16 tuổi)   | Copenhagen   |
| 4   | HV     | Christian Bech           | 17 tháng 5, 1999 (16 tuổi)  | AGF          |
| 5   | HV     | Andreas Poulsen          | 13 tháng 10, 1999 (16 tuổi) | Midtjylland  |
| 6   | TV     | Nicklas Strunck Jakobsen | 17 tháng 8, 1999 (16 tuổi)  | Nordsjælland |
| 7   | TV     | Jeppe Okkels             | 27 tháng 7, 1999 (16 tuổi)  | Silkeborg    |
| 8   | TV     | Victor Torp              | 30 tháng 7, 1999 (16 tuổi)  | Midtjylland  |
| 9   | TĐ     | Jens Odgaard             | 31 tháng 3, 1999 (17 tuổi)  | Lyngby       |
| 10  | TĐ     | Jonas Wind               | 7 tháng 2, 1999 (17 tuổi)   | Copenhagen   |
| 11  | TV     | Carlo Holse              | 2 tháng 6, 1999 (16 tuổi)   | Copenhagen   |
| 12  | TV     | Lasse Sørensen           | 21 tháng 10, 1999 (16 tuổi) | Stoke City   |
| 13  | HV     | Luka Racic               | 8 tháng 5, 1999 (16 tuổi)   | Copenhagen   |
| 14  | TĐ     | Sebastian Buch Jensen    | 28 tháng 1, 1999 (17 tuổi)  | Midtjylland  |
| 15  | TV     | Wessam Abou Ali          | 4 tháng 1, 1999 (17 tuổi)   | AaB          |
| 16  | TM     | Casper Hauervig          | 3 tháng 4, 1999 (17 tuổi)   | Brøndby      |
| 17  | HV     | Nicolai Damkjær          | 2 tháng 4, 1999 (17 tuổi)   | Midtjylland  |
| 18  | TV     | Mads Mikkelsen           | 11 tháng 12, 1999 (16 tuổi) | AGF          |

### Anh
Huấn luyện viên:  Steve Cooper
| 0#0 | Vị trí | Cầu thủ         | Ngày sinh và tuổi           | Câu lạc bộ          |
| --- | ------ | --------------- | --------------------------- | ------------------- |
| 1   | TM     | Jared Thompson  | 23 tháng 3, 1999 (17 tuổi)  | Chelsea             |
| 2   | HV     | Dujon Sterling  | 24 tháng 10, 1999 (16 tuổi) | Chelsea             |
| 3   | HV     | Jaden Brown     | 24 tháng 1, 1999 (17 tuổi)  | Tottenham Hotspur   |
| 4   | TV     | Marcus McGuane  | 2 tháng 2, 1999 (17 tuổi)   | Arsenal             |
| 5   | HV     | Trevoh Chalobah | 5 tháng 7, 1999 (16 tuổi)   | Chelsea             |
| 6   | TV     | Dennis Adeniran | 2 tháng 1, 1999 (17 tuổi)   | Fulham              |
| 7   | TĐ     | Ben Morris      | 6 tháng 7, 1999 (16 tuổi)   | Ipswich Town        |
| 8   | TV     | Andre Dozzell   | 2 tháng 5, 1999 (17 tuổi)   | Ipswich Town        |
| 9   | TĐ     | George Hirst    | 15 tháng 2, 1999 (17 tuổi)  | Sheffield Wednesday |
| 10  | TV     | Mason Mount     | 10 tháng 1, 1999 (17 tuổi)  | Chelsea             |
| 11  | TĐ     | Reiss Nelson    | 10 tháng 12, 1999 (16 tuổi) | Arsenal             |
| 12  | HV     | Edward Francis  | 11 tháng 9, 1999 (16 tuổi)  | Manchester City     |
| 13  | TM     | Ryan Sandford   | 21 tháng 2, 1999 (17 tuổi)  | Millwall            |
| 14  | HV     | Tolaji Bola     | 4 tháng 1, 1999 (17 tuổi)   | Arsenal             |
| 15  | TV     | Ryan Sessegnon  | 18 tháng 5, 2000 (15 tuổi)  | Fulham              |
| 16  | TĐ     | Samuel Shashoua | 13 tháng 5, 1999 (16 tuổi)  | Tottenham Hotspur   |
| 17  | TĐ     | Joshua Bohui    | 3 tháng 3, 1999 (17 tuổi)   | Brentford           |
| 18  | HV     | Morgan Feeney   | 8 tháng 2, 1999 (17 tuổi)   | Everton             |
| 21  | TM     | Nicholas Hayes1 | 10 tháng 4, 1999 (17 tuổi)  | Ipswich Town        |

1. ^ Nicholas Hayes được triệu tập vào giải đấu vì chấn thương của Ryan Sandford.

### Pháp
Huấn luyện viên: Bernard Diomède
| 0#0 | Vị trí | Cầu thủ           | Ngày sinh và tuổi           | Câu lạc bộ          |
| --- | ------ | ----------------- | --------------------------- | ------------------- |
| 1   | TM     | Gaëtan Poussin    | 13 tháng 1, 1999 (17 tuổi)  | Bordeaux            |
| 2   | HV     | Yan Valery        | 22 tháng 2, 1999 (17 tuổi)  | Southampton         |
| 3   | HV     | Malang Sarr       | 23 tháng 1, 1999 (17 tuổi)  | Nice                |
| 4   | HV     | Boubacar Kamara   | 23 tháng 11, 1999 (16 tuổi) | Marseille           |
| 5   | HV     | Dan-Axel Zagadou  | 3 tháng 6, 1999 (16 tuổi)   | Paris Saint-Germain |
| 6   | TV     | Aurélien Nguiamba | 18 tháng 1, 1999 (17 tuổi)  | Nancy               |
| 7   | TĐ     | Hakim El Mokeddem | 15 tháng 2, 1999 (17 tuổi)  | Toulouse            |
| 8   | TV     | Mickaël Cuisance  | 16 tháng 8, 1999 (16 tuổi)  | Nancy               |
| 9   | TĐ     | Amine Karraoui    | 9 tháng 6, 1999 (16 tuổi)   | Montpellier         |
| 10  | TV     | Rafik Guitane     | 26 tháng 5, 1999 (16 tuổi)  | Le Havre            |
| 11  | TV     | Antoine Bernede   | 26 tháng 5, 1999 (16 tuổi)  | Paris Saint-Germain |
| 12  | HV     | Paul Fargeas      | 21 tháng 3, 1999 (17 tuổi)  | Toulouse            |
| 13  | HV     | Loïc Bessile      | 19 tháng 2, 1999 (17 tuổi)  | Toulouse            |
| 14  | TĐ     | Yassin Fortune    | 30 tháng 1, 1999 (17 tuổi)  | Arsenal             |
| 15  | HV     | Mahamadou Dembélé | 10 tháng 4, 1999 (17 tuổi)  | Paris Saint-Germain |
| 16  | TM     | Didier Desprez    | 13 tháng 3, 1999 (17 tuổi)  | Lens                |
| 17  | TV     | Raouf Mroivili    | 14 tháng 1, 1999 (17 tuổi)  | Marseille           |
| 18  | TĐ     | Ervin Taha        | 14 tháng 3, 1999 (17 tuổi)  | Bordeaux            |

### Thụy Điển
Huấn luyện viên: Magnus Wikman
| 0#0 | Vị trí | Cầu thủ           | Ngày sinh và tuổi          | Câu lạc bộ        |
| --- | ------ | ----------------- | -------------------------- | ----------------- |
| 1   | TM     | Pontus Dahlberg   | 21 tháng 1, 1999 (17 tuổi) | IFK Göteborg      |
| 2   | TV     | Emre Erdogdu      | 6 tháng 8, 1999 (16 tuổi)  | IF Brommapojkarna |
| 3   | HV     | Hugo Andersson    | 1 tháng 1, 1999 (17 tuổi)  | Malmö FF          |
| 4   | HV     | Joseph Colley     | 13 tháng 4, 1999 (17 tuổi) | Chelsea           |
| 5   | HV     | Johan Stenmark    | 26 tháng 2, 1999 (17 tuổi) | Kalmar FF         |
| 6   | TV     | Henrik Bellman    | 24 tháng 3, 1999 (17 tuổi) | Copenhagen        |
| 7   | TĐ     | Niclas Holgersson | 26 tháng 6, 1999 (16 tuổi) | Ljungskile SK     |
| 8   | TV     | Mattias Svanberg  | 5 tháng 1, 1999 (17 tuổi)  | Malmö FF          |
| 9   | TĐ     | Joel Asoro        | 27 tháng 4, 1999 (17 tuổi) | Sunderland        |
| 10  | TV     | Nebiyou Perry     | 2 tháng 10, 1999 (16 tuổi) | AIK               |
| 11  | TV     | Simon Marklund    | 14 tháng 9, 1999 (16 tuổi) | Åtvidabergs FF    |
| 12  | TM     | Malte Påhlsson    | 2 tháng 6, 1999 (16 tuổi)  | IS Halmia         |
| 13  | HV     | Filip Örnblom     | 13 tháng 3, 1999 (17 tuổi) | Östers IF         |
| 14  | TĐ     | Teddy Bergqvist   | 16 tháng 3, 1999 (17 tuổi) | Malmö FF          |
| 15  | TĐ     | Adrian Edqvist    | 20 tháng 5, 1999 (16 tuổi) | Malmö FF          |
| 16  | HV     | Mirad Garza       | 14 tháng 2, 1999 (17 tuổi) | BK Häcken         |
| 17  | TV     | Oscar Petersson   | 26 tháng 2, 1999 (17 tuổi) | Malmö FF          |
| 18  | HV     | Anel Ahmedhodžić  | 26 tháng 3, 1999 (17 tuổi) | Nottingham Forest |

## Bảng D

### Ý
Huấn luyện viên: Alessandro Dal Canto
| 0#0 | Vị trí | Cầu thủ                | Ngày sinh và tuổi           | Câu lạc bộ     |
| --- | ------ | ---------------------- | --------------------------- | -------------- |
| 1   | TM     | Alessandro Plizzari    | 12 tháng 3, 2000 (16 tuổi)  | Milan          |
| 2   | HV     | Raoul Bellanova        | 17 tháng 5, 2000 (15 tuổi)  | Milan          |
| 3   | HV     | Luca Pellegrini        | 7 tháng 3, 1999 (17 tuổi)   | Roma           |
| 4   | HV     | Edoardo Bianchi        | 30 tháng 4, 1999 (17 tuổi)  | Juventus       |
| 5   | HV     | Alessandro Bastoni     | 13 tháng 4, 1999 (17 tuổi)  | Atalanta       |
| 6   | HV     | Alessandro Tripaldelli | 9 tháng 2, 1999 (17 tuổi)   | Juventus       |
| 7   | HV     | Carmine Setola         | 13 tháng 1, 1999 (17 tuổi)  | Cesena         |
| 8   | TV     | Andrea Marcucci        | 7 tháng 2, 1999 (17 tuổi)   | Roma           |
| 9   | TV     | Marco Olivieri         | 30 tháng 6, 1999 (16 tuổi)  | Empoli         |
| 10  | TV     | Matteo Gabbia          | 21 tháng 10, 1999 (16 tuổi) | Milan          |
| 11  | TV     | Alessio Militari       | 15 tháng 1, 1999 (17 tuổi)  | Fiorentina     |
| 12  | TM     | Gabriel Manuel Meli    | 5 tháng 2, 1999 (17 tuổi)   | Empoli         |
| 13  | TV     | Davide Frattesi        | 22 tháng 9, 1999 (16 tuổi)  | Roma           |
| 14  | TV     | Alessandro Mallamo     | 22 tháng 3, 1999 (17 tuổi)  | Atalanta       |
| 15  | TV     | Fabrizio Caligara      | 12 tháng 4, 2000 (16 tuổi)  | Juventus       |
| 16  | TĐ     | Andrea Pinamonti       | 19 tháng 5, 1999 (16 tuổi)  | Internazionale |
| 17  | TĐ     | Moise Kean             | 28 tháng 2, 2000 (16 tuổi)  | Juventus       |
| 18  | TĐ     | Gianluca Scamacca      | 1 tháng 1, 1999 (17 tuổi)   | PSV Eindhoven  |

### Hà Lan
Huấn luyện viên: Kees van Wonderen
| 0#0 | Vị trí | Cầu thủ               | Ngày sinh và tuổi           | Câu lạc bộ   |
| --- | ------ | --------------------- | --------------------------- | ------------ |
| 1   | TM     | Mike van de Meulenhof | 11 tháng 5, 1999 (16 tuổi)  | PSV          |
| 2   | HV     | Navajo Bakboord       | 29 tháng 1, 1999 (17 tuổi)  | Ajax         |
| 3   | HV     | Matthijs de Ligt      | 12 tháng 8, 1999 (16 tuổi)  | Ajax         |
| 4   | HV     | Pascal Struijk        | 11 tháng 8, 1999 (16 tuổi)  | ADO Den Haag |
| 5   | HV     | Owen Wijndal          | 28 tháng 11, 1999 (16 tuổi) | AZ           |
| 6   | TV     | Jordy Wehrmann        | 25 tháng 3, 1999 (17 tuổi)  | Feyenoord    |
| 7   | TĐ     | Justin Kluivert       | 5 tháng 5, 1999 (17 tuổi)   | Ajax         |
| 8   | TV     | Leandro Fernandes     | 25 tháng 12, 1999 (16 tuổi) | PSV          |
| 9   | TĐ     | Dylan Vente           | 9 tháng 5, 1999 (16 tuổi)   | Feyenoord    |
| 10  | TĐ     | Donyell Malen         | 19 tháng 1, 1999 (17 tuổi)  | Arsenal      |
| 11  | TĐ     | Tahith Chong          | 4 tháng 12, 1999 (16 tuổi)  | Feyenoord    |
| 12  | HV     | Boyd Reith            | 5 tháng 5, 1999 (17 tuổi)   | Feyenoord    |
| 13  | HV     | Jordan Teze           | 30 tháng 9, 1999 (16 tuổi)  | PSV          |
| 14  | TV     | Ferdi Kadioglu        | 7 tháng 10, 1999 (16 tuổi)  | NEC          |
| 15  | HV     | Tyrell Malacia        | 17 tháng 8, 1999 (16 tuổi)  | Feyenoord    |
| 16  | TM     | Menno Vink            | 3 tháng 4, 1999 (17 tuổi)   | FC Utrecht   |
| 17  | TĐ     | Ché Nunnely           | 4 tháng 2, 1999 (17 tuổi)   | Ajax         |
| 18  | TV     | Tom van de Looi       | 2 tháng 7, 1999 (16 tuổi)   | Groningen    |

### Serbia
Huấn luyện viên: Ilija Stolica
| 0#0 | Vị trí | Cầu thủ            | Ngày sinh và tuổi          | Câu lạc bộ          |
| --- | ------ | ------------------ | -------------------------- | ------------------- |
| 1   | TM     | Miloš Čupić        | 24 tháng 4, 1999 (17 tuổi) | OFK Beograd         |
| 2   | HV     | Julijan Popović    | 15 tháng 6, 1999 (16 tuổi) | Bayer 04 Leverkusen |
| 3   | HV     | Mladen Devetak     | 12 tháng 3, 1999 (17 tuổi) | Vojvodina           |
| 4   | TV     | Miloš Nikolić      | 8 tháng 4, 1999 (17 tuổi)  | Red Star            |
| 5   | HV     | Marko Ilić         | 24 tháng 9, 1999 (16 tuổi) | OFK Beograd         |
| 6   | HV     | Strahinja Bošnjak  | 18 tháng 2, 1999 (17 tuổi) | Partizan            |
| 7   | TĐ     | Luka Ilić          | 2 tháng 7, 1999 (16 tuổi)  | Red Star            |
| 8   | TV     | Veljko Nikolić     | 29 tháng 8, 1999 (16 tuổi) | OFK Beograd         |
| 9   | TĐ     | Đorđe Jovanović    | 15 tháng 2, 1999 (17 tuổi) | Partizan            |
| 10  | TV     | Igor Maksimović    | 31 tháng 7, 1999 (16 tuổi) | Partizan            |
| 11  | TĐ     | Dejan Joveljić     | 7 tháng 8, 1999 (16 tuổi)  | Red Star            |
| 12  | TM     | Aleksandar Popović | 27 tháng 9, 1999 (16 tuổi) | Partizan            |
| 13  | TV     | Lazar Nikolić      | 1 tháng 8, 1999 (16 tuổi)  | OFK Beograd         |
| 14  | HV     | Ranko Veselinović  | 24 tháng 3, 1999 (17 tuổi) | Vojvodina           |
| 15  | HV     | Aleksa Terzić      | 17 tháng 8, 1999 (16 tuổi) | Red Star            |
| 16  | TV     | Armin Đerlek       | 15 tháng 7, 2000 (15 tuổi) | OFK Beograd         |
| 17  | TĐ     | Stefan Ilić        | 24 tháng 9, 1999 (16 tuổi) | OFK Beograd         |
| 18  | TV     | Njegoš Petrović    | 18 tháng 7, 1999 (16 tuổi) | Rad                 |

### Tây Ban Nha
Huấn luyện viên: Santiago Denia
| 0#0 | Vị trí | Cầu thủ                 | Ngày sinh và tuổi          | Câu lạc bộ      |
| --- | ------ | ----------------------- | -------------------------- | --------------- |
| 1   | TM     | Ignacio Peña            | 2 tháng 3, 1999 (17 tuổi)  | Barcelona       |
| 2   | HV     | Alejandro Robles García | 28 tháng 1, 1999 (17 tuổi) | Malaga          |
| 3   | HV     | Francisco García        | 14 tháng 8, 1999 (16 tuổi) | Real Madrid     |
| 4   | HV     | Juan Brandariz          | 2 tháng 3, 1999 (17 tuổi)  | Barcelona       |
| 5   | HV     | Gorka Zabarte           | 9 tháng 1, 1999 (17 tuổi)  | Real Madrid     |
| 6   | TV     | Oriol Busquets          | 20 tháng 1, 1999 (17 tuổi) | Barcelona       |
| 7   | TĐ     | Jordi Mboula            | 16 tháng 3, 1999 (17 tuổi) | Barcelona       |
| 8   | TV     | Manu Morlanes           | 12 tháng 1, 1999 (17 tuổi) | Villarreal      |
| 9   | TĐ     | Abel Ruiz               | 28 tháng 1, 2000 (16 tuổi) | Barcelona       |
| 10  | TV     | Brahim Díaz             | 3 tháng 8, 1999 (16 tuổi)  | Manchester City |
| 11  | TĐ     | Iván Martín             | 14 tháng 2, 1999 (17 tuổi) | Roda            |
| 12  | HV     | Alex Ujía               | 9 tháng 6, 1999 (16 tuổi)  | Real Sociedad   |
| 13  | TM     | Adrián                  | 9 tháng 1, 1999 (17 tuổi)  | Espanyol        |
| 14  | TV     | Martín Calderón         | 1 tháng 3, 1999 (17 tuổi)  | Real Madrid     |
| 15  | HV     | David Subías            | 6 tháng 3, 1999 (17 tuổi)  | Real Zaragoza   |
| 16  | TV     | Pol Lozano              | 6 tháng 10, 1999 (16 tuổi) | Espanyol        |
| 17  | TĐ     | Alejandro Millán        | 7 tháng 11, 1999 (16 tuổi) | Real Zaragoza   |
| 18  | HV     | José Carlos Aliaga      | 18 tháng 1, 1999 (17 tuổi) | Atlético Madrid |